# Donkey Kong Land III
Donkey Kong Land III é um jogo de plataforma de 1997 da série Donkey Kong para Game Boy, mais tarde sendo portado para Game Boy Color no Japão sob o nome de Donkey Kong GB: Dinky Kong & Dixie Kong (ドンキーコングGB ディンキーコング&ディクシーコング, Donkī Kongu Jī Bī: Dinkī Kongu & Dikushī Kongu) . Foi desenvolvido pela Rare e publicado pela Nintendo . Tal como os seus antecessores, Donkey Kong Land III serviu como versão portátil e continuação do seu homólogo SNES, neste caso Donkey Kong Country 3: Dixie Kong's Double Trouble!, foi aprimorado para o Super Game Boy e foi embalado com um cartucho "amarelo banana".

## Atualização do Game Boy Color
Em 28 de janeiro de 2000, mais de dois anos após o lançamento do jogo na América do Norte e na Europa, a Nintendo lançou uma versão atualizada do jogo para Game Boy Color no Japão. Intitulado Donkey Kong GB: Dinky Kong & Dixie Kong, não foi lançado fora do Japão. Esta versão é igual à versão para Game Boy, mas carece de algumas animações e diálogos. Esta também foi a versão lançada no Virtual Console 3DS japonês em 2014.